# موقف الدولة العثمانية من الحركة الصهيونية (كتاب)
«موقف الدولة العُثمانيَّة من الحركة الصهيونيَّة» هو كتابٌ لِلمُؤرِّخ اللُبناني حسَّان حلَّاق. صدرت طبعته الأولى عن جامعة بيروت العربيَّة سنة 1398هـ المُوافقة لِسنة 1978م. وهو في أصله بحثٌ نال به المُؤلِّف درجة الماجستير في الدراسات العربيَّة والإسلاميَّة، بإشراف الدكتور عُمر عبد العزيز عُمر.
تناول المُؤلِّف في كتابه هذا تاريخ الحركة الصهيونيَّة وارتباطها بالسياسة الإستعمارية للدُول الأوروبيَّة الغربيَّة. وكيف بدأت هجرة اليهود الأوروبيين إلى فلسطين، وموقف الدولة العُثمانيَّة من هذه الهجرة في النصف الآخر من القرن التاسع عشر، ومن النشاط الصهيوني الدولي بدايةً من سنة 1897م وانتهاءً بسنة 1909م، وهي سنة الانقلاب على السُلطان عبد الحميد الثاني وخلعه عن العرش، وكيف كان لليهود دورٌ في ذلك.
يقول حلَّاق: «بعد خُضُوع فلسطين للحُكم العُثماني في أوائل القرن السادس عشر، بدأ يهود أواسط أوروبَّا يُهاجرون إليها، وأقاموا في الأماكن المُقدَّسة: القدس، طبريَّا، صفد، الخليل، وفي مُنتصف القرن الثامن عشر هاجر عدد من يهود بولندا وروسيا إلى فلسطين بسبب اضطهادهم هُناك واستقرَّ مُعظمهم في صفد وطبريَّا حيث لاقوا الحماية والأمن».